# Peyton McNamara
Peyton James McNamara (* 22. Februar 2002 in Norwalk, Connecticut) ist eine in den USA geborene jamaikanische Fußballspielerin.

## Karriere

### Vereine
Seit 2020 spielt sie für die College-Mannschaft der Ohio State Buckeyes.

### Nationalmannschaft
Mit der jamaikanischen U20 nahm sie an der CONCACAF Meisterschaft 2020 sowie der Austragung im Jahr 2022 teil.
Ihr Debüt für die A-Nationalmannschaft gab sie dann am 10. Juni 2021 bei einem 1:0-Freundschaftsspielsieg über Nigeria. Dort wurde sie in der 90. Minute für Vyan Sampson eingewechselt. Danach kam sie auch beim Cup of Nations 2023 zu Einsätzen.
Am 23. Juni 2023 wurde sie für den finalen Kader bei der Weltmeisterschaft 2023 nominiert. Dort hatte sie beim 1:0-Sieg über Panama im zweiten Gruppenspiel per Einwechslung zur 87. Minute für Atlanta Primus zu ihrem ersten WM-Einsatz.